# ستيرلينغ موريسون
ستيرلينغ موريسون (بالإنجليزية: Sterling Morrison) (و. 1942 – 1995 م) هو موسيقي، ومغني، وكاتب أغاني، وعازف قيثارة أمريكي، ولد في إيست ميدو، توفي في بكبسي، عن عمر يناهز 53 عاماً، بسبب لمفوما.

## التعليم
تعلم في جامعة تكساس في أوستن.

## وصلات خارجية
- ستيرلينغ موريسون على موقع IMDb (الإنجليزية)
- ستيرلينغ موريسون على موقع ميوزك برينز (الإنجليزية)
- ستيرلينغ موريسون على موقع أول ميوزيك (الإنجليزية)
- ستيرلينغ موريسون على موقع ديسكوغز (الإنجليزية)
- ستيرلينغ موريسون على موقع قاعدة بيانات الفيلم (الإنجليزية)

- ستيرلينغ موريسون في قاعدة بيانات الأفلام على الإنترنت